# Pylaisia brevirostris
Pylaisia brevirostris là một loài Rêu trong họ Hypnaceae. Loài này được (Griff.) A. Jaeger miêu tả khoa học đầu tiên năm 1880.